# 1941年惩罚行动
惩罚行动是1941年4月纳粹德国针对南斯拉夫王國首都贝尔格莱德的戰略轟炸行动，报复该国以政变推翻签署《三国同盟条约》的政府。行动当天，德国为首的轴心国入侵南斯拉夫，南斯拉夫王家陆军航空军用于拱卫首都的只有77架现代战斗机，仅4月6日清晨来袭的德军第一波攻势就有数百架战斗机和轰炸机。德军行动三天前，南斯拉夫王家陆军航空军弗拉基米尔·克伦少校叛变投敌，向德方提供大量军事目标位置和陆军航空军行动代码，令局势更呈一边倒趋势，南斯拉夫在4月17日投降。
4月6日当天还有三波轰炸机空袭贝尔格莱德，之后几天德军攻势持续不断，致使南斯拉夫平民和军事指挥与控制体系瘫痪，首都大范围基础设施遭受严重破坏，还导致大量平民死伤。地面入侵已在空袭前不久开始，空袭目标包括陆军航空军机场及南斯拉夫各地的其他战略目标。贝尔格莱德动物园等非军事目标也不能幸免，塞爾維亞國家圖書館烧成白地，数以十万计的图书和珍贵手稿毁于一旦。
为报复轴心国入侵南斯拉夫，英國皇家空軍两次空袭保加利亚首都索菲亞。指挥“惩罚行动”的德国空军高级军官亞歷山大·勒爾空军大将战争接近尾声时在南斯拉夫被俘，随后以“惩罚行动”等多起战争罪名受审并处死。克伦一度当上克罗地亚独立国空军司令，1947年被捕后引渡回南斯拉夫并且同样受战争罪起诉，但罪名与“惩罚行动”无关，最终在1948年处死。1997年，新贝尔格莱德为“惩罚行动”中牺牲的南斯拉夫飞行员立碑，此次行动至今已是许多文学或电影作品的素材。

## 背景

### 南斯拉夫政变
1938年德奧合併后，南斯拉夫王國与納粹德国接壤，邻国陸續倒向轴心国，国内亲轴心国的政治压力逐渐增大。1939年4月，義大利入侵阿爾巴尼亞后也与南斯拉夫接壤。1940年9至11月，匈牙利和罗马尼亚均加入《三国同盟条约》，意大利入侵希腊。南斯拉夫这个时候四面八方几乎全部由轴心国及其從屬國包围，对战争保持中立的立场蒙受巨大压力。1941年2月14日，阿道夫·希特勒邀请南斯拉夫首相德拉吉沙·茨韦特科维奇（Dragiša Cvetković）和外相亚历山大·辛卡-马可洛维奇（Aleksandar Cincar-Marković）前往贝希特斯加登，要求南斯拉夫也加入《三国同盟条约》。3月1日，保加利亚加入协定，德军次日从罗马尼亚进入保加利亚，全面包围南斯拉夫。
1941年3月4日，希特勒在南斯拉夫摄政保罗亲王前往贝希特斯加登后再次施压，但亲王没有马上决定。3月6日，南斯拉夫王家陆军航空军（Vazduhoplovstvo Vojske Kraljevine Jugoslavije）秘密动员。次日，英国军队登陆希腊，协助该国抵抗意大利。3月12日，陆军航空军开始分散到辅助机场并在3月20日前完成调动。希特勒准备侵略苏联，希望先确保南翼安全，要求南斯拉夫立即加入《三国同盟条约》，南斯拉夫政府在3月25日屈从。两天后，博里沃耶·米尔科维奇（Borivoje Mirković）准將率领陆军航空军和禁軍军官发动政变罢免保罗亲王，保罗17岁的侄儿彼得二世亲政。

### 准备
希特勒在南斯拉夫政变当天下达“第25号指令”（Weisung Nr. 25），声称巴尔干半岛的政治局势已变，要求将南斯拉夫视为“必须尽快摧毁”的敌人。政变后，德军侦察机频繁侵犯南斯拉夫领空，南斯拉夫王家陆军航空军的战斗机保持戒备，但德军侵袭表明南斯拉夫地面观察哨和辅助无线电通讯体系还不完善。希特勒决定轰炸贝尔格莱德惩罚南斯拉夫政变，代号“惩罚行动”。1941年3月27至28日，帝國元帥赫尔曼·戈林下令法国和德国北部约五百架战斗机和轰炸机飞抵南斯拉夫边境附近机场。第4航空队司令亞歷山大·勒爾空军大将将军机分组，准备日夜不息地空袭贝尔格莱德。3月31日，勒尔下达轰炸命令，但希特勒直到4月5日才确认命令。希特勒下令彻底炸毁全城，但勒尔在最后时刻把指令改为摧毁南斯拉夫首都境内特定军事目标。
4月3日，南斯拉夫王家陆军航空军弗拉基米尔·克伦（Vladimir Kren）少校叛变投敌，驾驶波泰25型轻型侦察轰炸机（Potez 25）飞到格拉茨，向德方提供大量南斯拉夫分散机场位置和陆军航空军行动代码，南斯拉夫军方只能尽快变更代码。他还告诉德方贝尔格莱德市内南斯拉夫部队动员中心和防空掩体的位置。4月5日下午，英军某上校前往泽蒙的南斯拉夫王家陆军航空军基地面见米尔科维奇，告知德军将于次日早上六点半空袭贝尔格莱德。但就在前一天，南斯拉夫政府刚刚宣布贝尔格莱德面对敌对行动采取不设防立场。德国驻南斯拉夫大使馆已告知德国政府，贝尔格莱德没有任何防空武器。为向公众证明攻击正当，德国宣传机器在首轮攻势拉开后为南斯拉夫首都打上“贝尔格莱德要塞”的标签。
4月6日，南斯拉夫王家陆军航空军基本完成动员，共有四个航空旅，配备南斯拉夫、德国、意大利、法国、捷克和英国设计的至少423架飞机，但现代战斗机只有107架，现代中型轰炸机100架。除本国生产的少量IK-3战斗机（Rogožarski IK-3）外，其他现代军机几乎都是德国、意大利或英国设计，可用备件和弹药有限。能够出战的飞机遍布全国各地，其中只有第1战斗机旅离首都不远，有能力应付空袭。第1战斗机旅共有56架Bf 109E-3a战斗机，15架飓风Mk I战斗机和六架-3战斗机。

## 轰炸

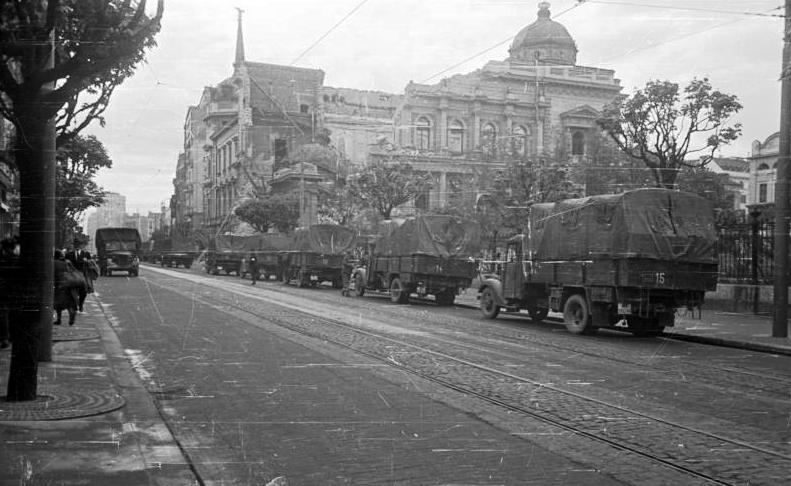
贝尔格莱德中部的旧王宫在1941年4月6日第一波轰炸行动中受损

4月6日早上5点15分，德军地面部队侵入南斯拉夫边境，帝国宣传部长約瑟夫·戈培爾在六点宣布德国向南斯拉夫宣战。塞爾維亞正教會采用儒略曆，入侵和空袭当天正是復活節周日。南斯拉夫防空体系起初误报罗马尼亚方向在凌晨三点有敌机靠近，但罗马尼亚方向边境侦听哨所的确在罗马尼亚阿拉德航空指挥部（Fliegerführer Arad）的飞机起飞前听到发动机声。位于泽蒙的南斯拉夫王家陆军航空军第51战斗机大队已在拂晓前接到警报，首批巡逻机已经升空，但此时还看不到任何飞机逼近贝尔格莱德。
6点半到6点45分，第一波攻势逼近贝尔格莱德，其中包括距地2400至3000米空域的74架Ju 87俯衝轟炸機、160架He 111中型轰炸机和Do 17轻型轰炸机。护送轰炸机的包括3400至3700米空域的Bf 110重型战斗机和4600米空域的100架Bf 109E战斗机。驻泽蒙第51战斗机大队和驻普尔尼亚沃尔（Prnjavor）第32战斗机大队共同组成的南国空军第6战斗机旅全体出动拦截德国军机，但兵力相差实在悬殊，一共只有29架战斗机和五架-3战斗机。第6战斗机旅很快便与护送德军轰炸机的第77战斗机联队（Jagdgeschwader 77） 109战斗机交手。德军第一波空袭开始时，隶属第2战斗机团、驻克尼奇第52战斗机大队的飓风战斗机抵达首都上空并攻击敌军轰炸机，击落一架 87俯冲轰炸机。南斯拉夫方面声称在第一波空袭期间击落15架德军军机，已方损失五架，还有六架损伤严重。第77战斗机联队的飞机员声称击落十架南斯拉夫军机，还摧毁未及起飞的六架。第51战斗机大队队长返回基地后因未能及时响应空袭撤职处理。德军第一波空袭命中的目标包括贝尔格莱德发电厂、邮政总局电报和邮政服务中心、南斯拉夫王家陆军和海军部总部、南斯拉夫王国最高指挥部大楼、军校、皇室大院、禁军军营、宪兵司令部、泽蒙机场等。
彼得二世随同南斯拉夫王国政府和最高指挥部在德军第一波攻势结束后立即转移到南斯拉夫山区内陆，准备流亡国外。德国第二波攻势包含57架 87俯冲轰炸机和30架 109战斗机，在上午十点左右抵达贝尔格莱德上空，第6战斗机旅剩下的15架战斗机迎战。南斯拉夫方面声称在此轮战斗中击落一架 109战斗机并迫降两架 87俯冲轰炸机。驻克拉古耶瓦茨的南国空军第31战斗机大队 109战斗机巡逻队未获队长许可擅自行动，追击返航的德军军机，声称击落两架 87俯冲轰炸机，但己方也损失两架飞机。

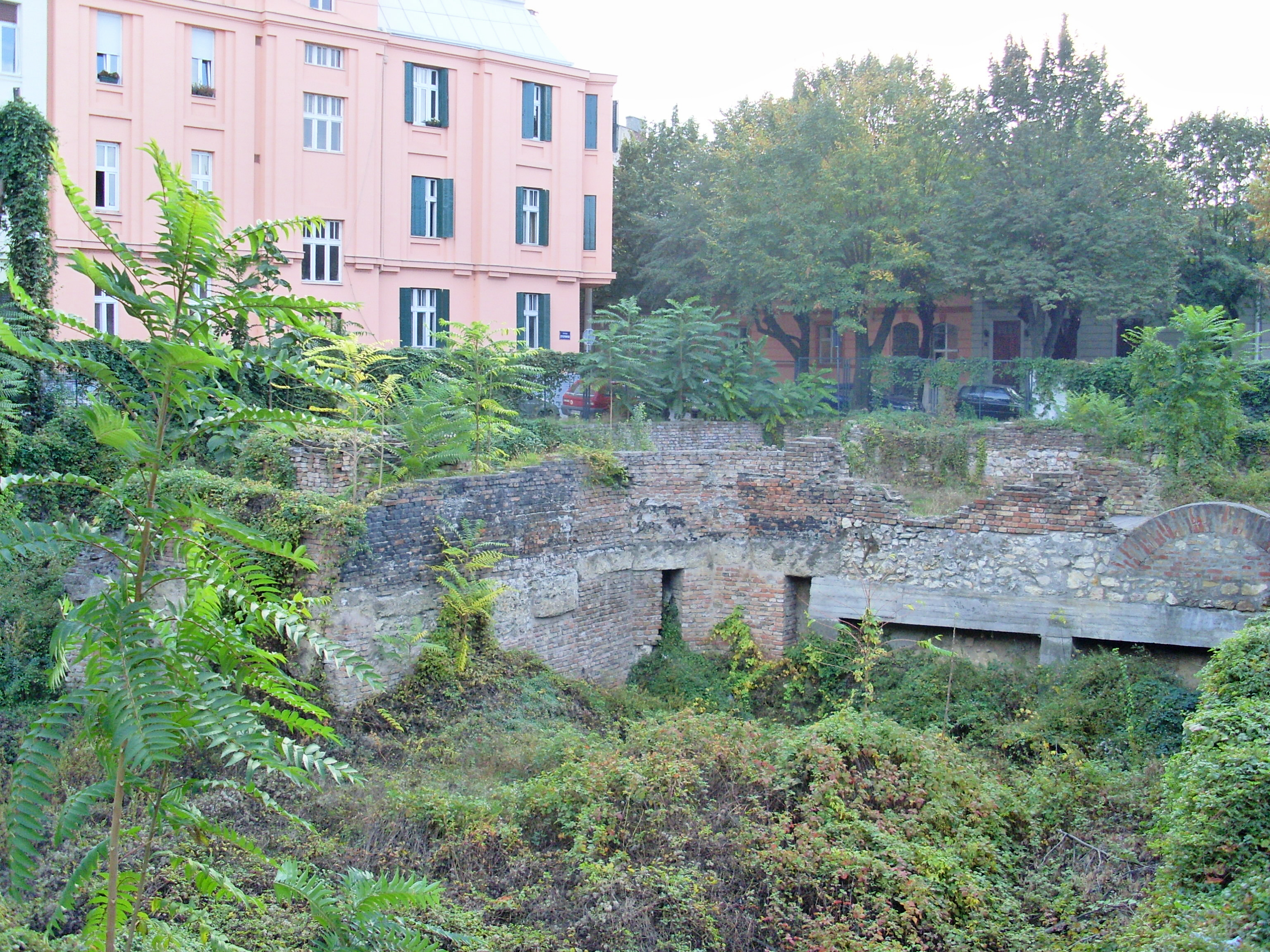
在1941年4月6日的空袭中炸成废墟的塞尔维亚国家图书馆旧址，摄于2008年

贝尔格莱德在德军入侵第一天还受到两次袭击，下午两点抵达的第三波攻势包含維也納附近机场起飞的94架双发动机轰炸机，还有60架战斗机护送。第6战斗机团18架战斗机应战，声称击落四架德军军机。下午四点抵达的第四波空袭又是97架俯冲轰炸机和60架战斗机。
德国方面声称4月6日共摧毁19架南斯拉夫 109战斗机和四架身份不明的飞机，南斯拉夫军机在战斗第一天的实际损失是十架击落，十五架击伤。南斯拉夫方面声称击落22架德军军机并迫降两架，但德方实际损失只有12架飞机，其中包括两架 17轻型轰炸机、五架 110重型战斗机、四架 87俯冲轰炸机和一架 109战斗机。第54战斗机联队格哈德·科尔（Gerhard Koall）空军中尉4月6日在贝尔格莱德上空首次击落敌机，后于1944年因共计击落37架敌机获颁騎士鐵十字勳章。
德军轰炸机共在贝尔格莱德投下218至366吨炸弹和燃烧弹。南斯拉夫王家陆军航空军和贝尔格莱德的防空力量与来犯的德国空军相比差距太过悬殊，基本在第一波攻势中就被歼灭。已有文献对南斯拉夫防卫战果的记载大相径庭。1953年首度出版的美国陆军研究文献认为德国空军仅损失两架战斗机，击落南斯拉夫20架飞机并摧毁未及起飞的44架。军事史学家丹尼尔·扎亚克（Daniel L. Zajac）声称德军在两天的空战中共损失40架飞机。还有来源称德军在4月6日损失14架军机。之后来袭的俯冲轰炸机已经不会遇到抵抗，可以在屋顶高度飞行和投弹。
据历史学家斯蒂文·帕夫洛维奇（Stevan K. Pavlović）记载，德国持续空袭贝尔格莱德三天，但其他文献称，4月8日天气恶劣不适合飞行，所以南斯拉夫首都的空战只持续两天。空袭期间被毁的文化设施中以塞爾維亞國家圖書館最为重要，被炸弹击中后在大火中烧成白地。数以十万计的稀有书籍、地图和中世纪手稿毁于一旦。贝尔格莱德动物园同样遇袭，受惊的动物在街头乱跑。

## 英国报复行动
为报复轴心国入侵南斯拉夫，英國皇家空軍第37中队（No. 37 Squadron RAF）的威靈頓轟炸機于4月6至7日和12至13日两次从希腊机场起飞，轰炸保加利亚首都索菲亞，共向铁路目标及附近居民区投下30.5吨高爆炸弹，但英国实际上要到同年12月12日才向保加利亚开战。历史学家赫尔曼·奈尔（Herman Knell）觉得以报复为名开展这样的空袭实在“奇怪而且令人难以置信”。航空史学家克里斯托弗·肖尔斯（Christopher F. Shores）、布莱恩·库尔（Brian Cull）和尼古拉·马里兹亚（Nicola Malizia）的著作认为，空袭目标是德军攻击希腊和南斯拉夫的运输线，4月6至7日的空袭目标是弹药运载火车，还有索菲亚的其他设施，12至13日轰炸的是铁路编组场。此外，英国皇家空军还在巴爾幹戰役期间打击保加利亚境内其他类似目标。

## 影响

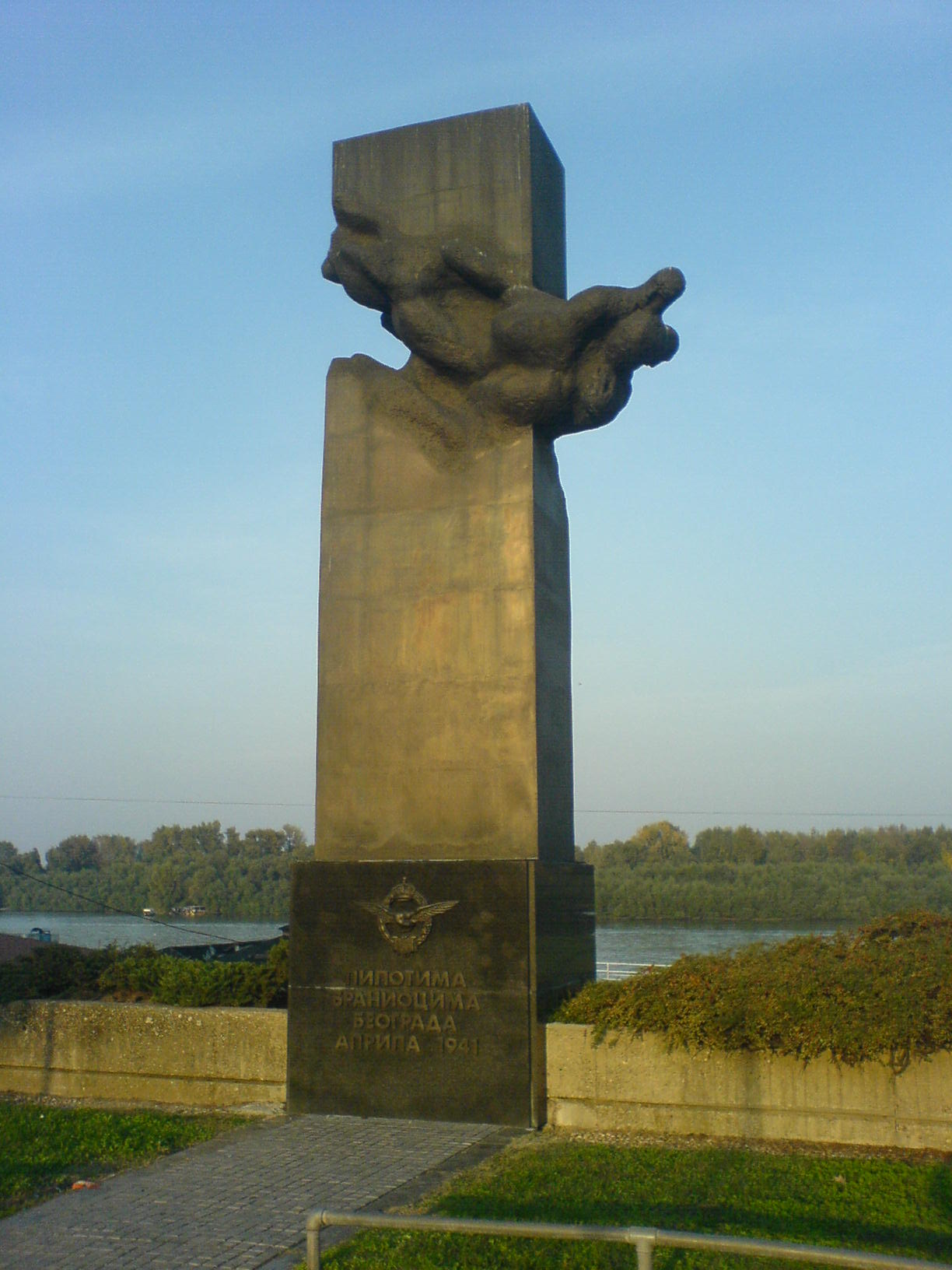
新贝尔格莱德为“惩罚行动”中阵亡的南斯拉夫飞行员立碑

“惩罚行动”令南斯拉夫军队和总部之间的通讯瘫痪，完全断绝南斯拉夫武装力量持续抵抗的可能。空袭导致大量平民伤亡，文献记载的死亡人数在1500至1.7万人不等。德军来袭数天前叛徒的出卖致使防空掩体位置落入敌手，令伤亡人数激增。德军占领贝尔格莱德后不久发布的正式统计数字是2271人死亡，其他文献的遇难者人数在五千至一万范围，之后南斯拉夫的估计数值更高。历史学家乔佐·托马塞维奇（Jozo Tomasevich）称，经过“二战结束后的细致调查”，原本过高的估计值已经调低，实际丧生人数应该在三到四千范围。
德军于1941年4月13日占领贝尔格莱德，南斯拉夫在四天后投降。德国空军工程师评估首都的破坏情况后认为，轰炸机投弹总量约为218.5吨，其中一成到一成四是燃烧弹。报告中列出所有轰炸目标，还称德军共空投七枚水雷，贝尔格莱德中部和西北部地区被毁，占全城面积的两成到两成五。轰炸行动仍有部分信息不明，特别是空投水雷方面。贝尔格莱德遭受重创，尤以供水和电气系统破坏严重，帕夫洛维奇声称全城近半数房屋被毁。入侵南斯拉夫后，德军强迫约3500至4000名犹太人清理轰炸产生的瓦砾。进入21世纪后，贝尔格莱德仍然不时挖掘出尚未爆炸的德国炸弹。
南斯拉夫游击队于1945年5月9日俘虏勒尔，后者一度逃脱，但5月13日再度被俘。经过严厉审讯，他受到多项战争罪指控并被送上南斯拉夫军事法庭，其中一项战争罪就与“惩罚行动”中指挥第4航空队有关。法庭最终裁定勒尔罪名成立并判处死刑，后于1947年2月26日处决。德军入侵南斯拉夫后，克伦很快当上克罗地亚独立国空军（Zrakoplovstvo Nezavisne Države Hrvatske）司令，1947年3月在意大利被捕后引渡回南斯拉夫，他同样受到多起战争罪起诉，但与“惩罚行动”无关，而是因为他指挥的克罗地亚独立国空军多次攻击平民，法庭裁定所有罪名成立，后在1948年将他处死。
“惩罚行动”是1980年南斯拉夫社会主义联邦共和国电影《谁在那儿歌唱？》（Ko to tamo peva）和1995年南斯拉夫联盟共和国电影《地下社会》的素材，还是米奥德拉格·帕夫洛维奇（Miodrag Pavlović）诗歌《1941年贝尔格莱德》（Beograd 1941）的主题。塞尔维亚裔美国诗人查尔斯·西米奇（Charles Simic）在当年轰炸幸存，后在诗作《客串亮相》（Cameo Appearance）追溯往昔经历。1997年4月6日，新贝尔格莱德为“惩罚行动”中牺牲的南斯拉夫飞行员立碑，纪念碑由雕塑家米奥德拉格·日夫科维奇设计。2016年4月6日，贝尔格莱德在德军轰炸75周年之际为死难者举办追悼仪式，塞尔维亚劳动、就业、退伍军人和社会政策部（Ministarstvo rada, zapošljavanja, boračke i socijalne politike）部长亚历山大·伍林（Aleksandar Vulin）出席。2017年6月，有消息称塞尔维亚国家图书馆旧址废墟所在地将建成纪念花园。

### 脚注
1. ↑  Chant 1986，第17頁.
2. ↑  Gilbert 1989，第170頁.
3. 1 2  Terzić 1982，第283頁.
4. ↑  Roberts 1973，第6–7頁.
5. ↑  Presseisen 1960，第367頁.
6. 1 2  Roberts 1973，第12頁.
7. 1 2 3 4 5  Shores, Cull & Malizia 1987，第177頁.
8. ↑  Roberts 1973，第13頁.
9. ↑  Milazzo 1975，第2頁.
10. ↑  Tomasevich 1975，第43–44頁.
11. ↑  Tomasevich 1975，第47頁.
12. ↑  Roberts 1973，第15頁.
13. 1 2  Schreiber, Stegemann & Vogel 1995，第497頁.
14. 1 2 3  Boog, Krebs & Vogel 2006，第366頁.
15. 1 2 3 4  Terzić 1982，第286頁.
16. ↑  Shores, Cull & Malizia 1987，第173頁.
17. ↑  Shores, Cull & Malizia 1987，第187–188頁.
18. ↑  Shores, Cull & Malizia 1987，第179頁.
19. ↑  Zakić 2017，第64頁.
20. ↑  Shores, Cull & Malizia 1987，第196頁.
21. ↑  Shores, Cull & Malizia 1987，第195頁.
22. ↑  Shores, Cull & Malizia 1987，第196–197頁.
23. ↑  Shores, Cull & Malizia 1987，第196–198頁.
24. 1 2 3 4 5  Shores, Cull & Malizia 1987，第199頁.
25. ↑  Tomasevich 2001，第50頁.
26. 1 2  Pavlowitch 2007，第17頁.
27. ↑  Fellgiebel 2000，第216頁.
28. 1 2 3  Zajac 1993，第31頁.
29. ↑  Knell 2009，第194頁.
30. 1 2  U.S. Army 1986，第49頁.
31. ↑  Shores, Cull & Malizia 1987，第200–208頁.
32. ↑  Norris 2008，第41頁.
33. ↑  Freeman 2008，第94頁.
34. ↑  Knell 2009，第195頁.
35. ↑  Shores, Cull & Malizia 1987，第232, 243頁.
36. ↑  Knell 2009，第194–195頁.
37. ↑  Roberts 1973，第16頁.
38. ↑  Pavlowitch 2007，第18頁.
39. ↑  Tomasevich 1975，第74頁.
40. ↑  Pavlowitch 2007，第19頁.
41. ↑  Pavlowitch 2007，第17–18頁.
42. ↑  Ramet 2006，第131頁.
43. ↑  Nikolic 28 July 2015.
44. ↑  Tomasevich 2001，第756–757頁.
45. ↑  Barbier 2017，第155頁.
46. ↑  Goñi 2002，第236頁.
47. ↑  Goulding 2002，第167–168, 186頁.
48. ↑  Norris 2008，第124頁.
49. ↑  Forhan 2008，第255–256頁.
50. ↑  Glas javnosti 29 July 2005.
51. ↑  B92 6 April 2016.
52. ↑  Radio Television of Serbia 25 June 2017.

### 书籍
- Barbier, Mary Kathryn. . Lincoln, Nebraska: University of Nebraska Press. 2017  [2020-10-25]. ISBN 978-1-61234-973-2. （原始内容存档于2020-12-21）.
- Boog, Horst; Krebs, Gerhard; Vogel, Detlef. . Oxford, England: Oxford University Press. 2006  [2020-10-25]. ISBN 978-1-280-75877-5. （原始内容存档于2020-12-21）.
- Chant, Christopher. . London: Routledge. 1986. ISBN 978-0-415-71087-9.
- Fellgiebel, Walther-Peer. . Friedberg, Germany: Podzun-Pallas. 2000. ISBN 978-3-7909-0284-6.
- Freeman, Gregory A. . New York: Penguin Books. 2008  [2020-10-25]. ISBN 978-0-451-22495-8. （原始内容存档于2021-01-20）.
- Forhan, Chris. . Tobin, Daniel; Triplett, Pimone  (编). . Ann Arbor, Michigan: University of Michigan Press. 2008: 250–265  [2020-10-25]. ISBN 978-0-472-06997-2. （原始内容存档于2020-12-21）.
- Gilbert, Martin.  rev. New York: Henry Holt and Co. 1989.
- Goñi, Uki. . New York, New York: Granta Books. 2002. ISBN 978-1-86207-581-8.
- Goulding, Daniel J. . Bloomington, Indiana: Indiana University Press. 2002  [2020-10-25]. ISBN 978-0-253-21582-6. （原始内容存档于2020-12-21）.
- Knell, Herman. . Cambridge, Massachusetts: Da Capo Press. 2009  [2020-10-25]. ISBN 978-0-7867-4849-5. （原始内容存档于2020-12-21）.
- Milazzo, Matteo J. . Baltimore, Maryland: Johns Hopkins University Press. 1975. ISBN 978-0-8018-1589-8.
- Norris, David A. . Oxford, England: Oxford University Press. 2008  [2020-10-25]. ISBN 978-0-19-970452-1. （原始内容存档于2020-12-21）.
- Pavlowitch, Stevan K. . New York: Columbia University Press. 2007. ISBN 978-1-85065-895-5.
- Ramet, Sabrina P. . Bloomington, Indiana: Indiana University Press. 2006  [2020-10-25]. ISBN 978-0-253-34656-8. （原始内容存档于2020-12-21）.
- Roberts, Walter R. . Durham, North Carolina: Duke University Press. 1973  [2020-10-25]. ISBN 978-0-8223-0773-0. （原始内容存档于2020-12-21）.
- Schreiber, Gerhard; Stegemann, Bernd; Vogel, Detlef. . Oxford, England: Clarendon Press. 1995  [2020-10-25]. ISBN 978-0-19-822884-4. （原始内容存档于2020-12-21）.
- Shores, Christopher F.; Cull, Brian; Malizia, Nicola. . London: Grub Street. 1987. ISBN 978-0-948817-07-6.
- Terzić, Velimir.  2. Belgrade: Narodna knjiga. 1982. OCLC 10276738.
- Tomasevich, Jozo. . Stanford, California: Stanford University Press. 1975. ISBN 978-0-8047-0857-9.
- Tomasevich, Jozo. . Stanford, California: Stanford University Press. 2001  [2020-10-25]. ISBN 978-0-8047-3615-2. （原始内容存档于2020-12-21）.
- U.S. Army. . Washington, D.C.: United States Army Center of Military History. 1986 [1953]  [2020-10-25]. CMH Pub 104-4. （原始内容存档于2020-10-24）.
- Zakić, Mirna. . Cambridge, England: Cambridge University Press. 2017  [2020-10-25]. ISBN 978-1-107-17184-8. （原始内容存档于2020-12-21）.

### 其他来源
- Presseisen, Ernst L. . Journal of Modern History (Chicago, Illinois: University of Chicago Press). 1960-12, 32 (4): 359–370. JSTOR 1872611. doi:10.1086/238616.
- . B92. 2016-04-06  [2020-10-25]. （原始内容存档于2020-04-21）.
- . Radio Television of Serbia. 2017-06-25  [2020-10-25]. （原始内容存档于2019-09-09）.
- Nikolic, Ivana. . Balkan Insight. 2015-07-28  [2020-10-25]. （原始内容存档于2015-10-22）.
- . Glas javnosti. 2005-07-29  [2020-10-25]. （原始内容存档于2018-07-22）.
- Zajac, Daniel L.  (学位论文). Fort Leavenworth, Kansas: School of Advanced Military Studies, United States Army Command and General Staff College. 1993-05  [2020-10-25]. （原始内容存档于2018-06-01）.